# Bischofrode
Bischofrode ist seit dem 1. Januar 2009 ein Stadtteil der Lutherstadt Eisleben im Landkreis Mansfeld-Südharz in Sachsen-Anhalt.

## Geografie
Bischofrode gehört zu den südlichen Stadtteilen der Lutherstadt Eisleben, das Dorf liegt ca. 4–7 km südlich von Eisleben inmitten des Hornburger Sattels und ist fast vollständig von Wald umgeben.

## Geschichte

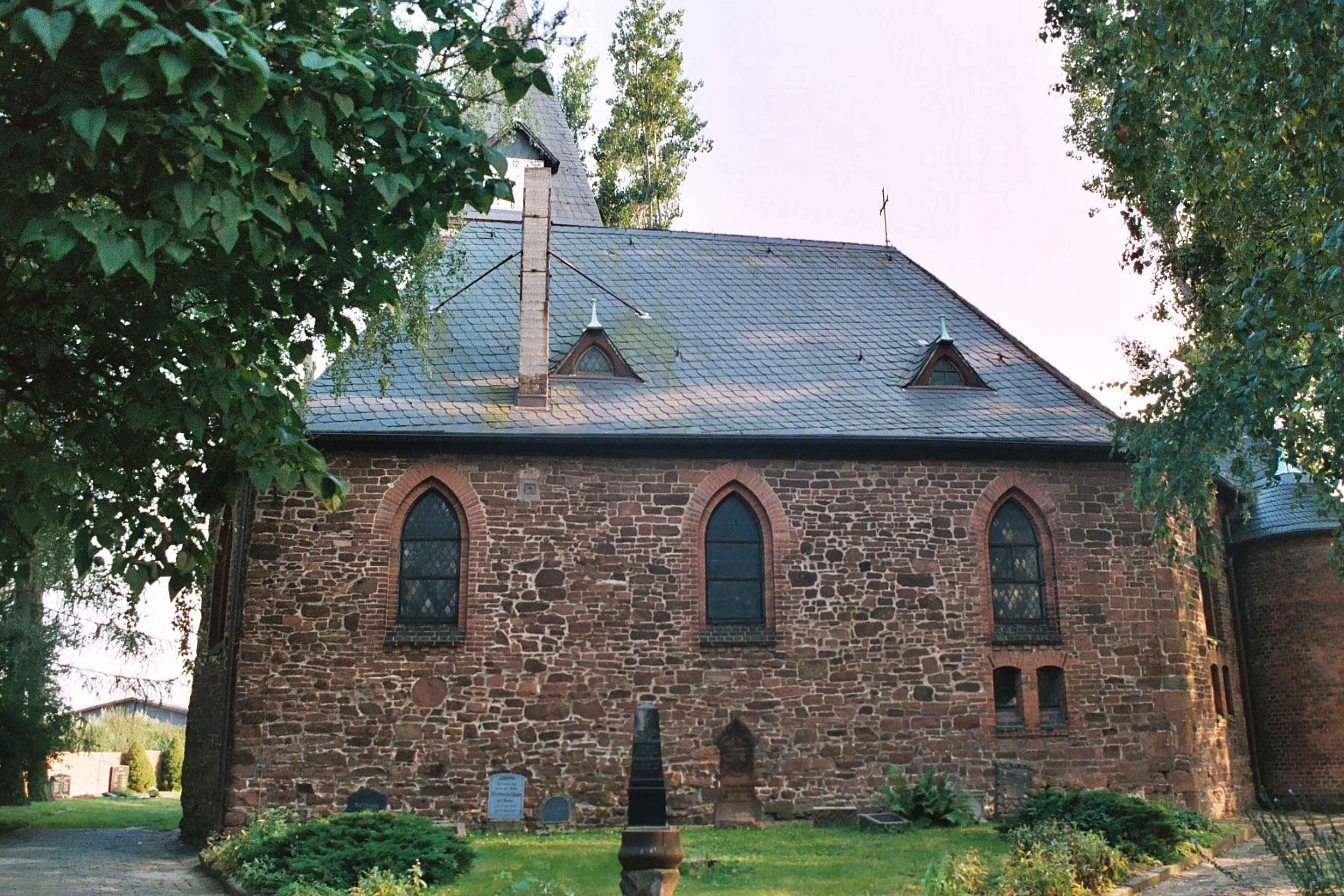
Die Dorfkirche

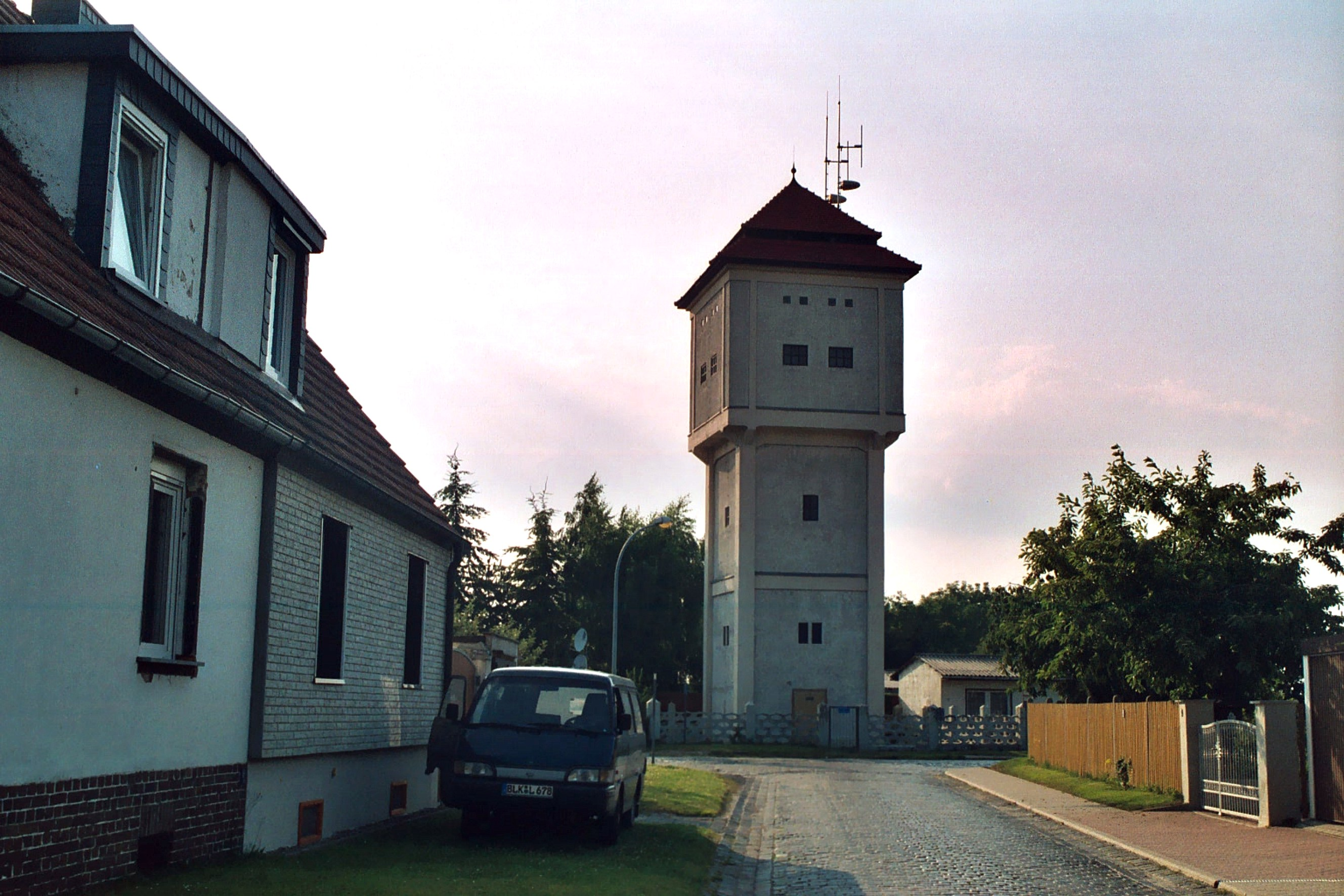
Der Wasserturm

Die Gemeinde Bischofrode gehörte bis zu ihrer Eingemeindung am 1. Januar 2009 nach Eisleben der Verwaltungsgemeinschaft Lutherstadt Eisleben an. Ende des 17. Jahrhunderts kam Bischofrode in den Besitz des Adelsgeschlechts von Pfuel, welche seit 1664 auch in dem Besitz von Eisleben und Wimmelburg waren, bis diese 1798 das Amt Oberamt Eisleben mit Wimmelburg an den kursächsischen Staat verkauften.

## Wirtschaft und Infrastruktur

### Verkehr
- Wichtigster Zufahrtsweg ist der Weg nach Rotenschirmbach im Süden
- Zur Bundesstraße 80, die Eisleben und Halle (Saale) verbindet, sind es in nördlich ca. 3,5 km.
- Die Bundesstraße 180 (Aschersleben-Naumburg) verlief früher noch durch Bischofrode, wegen Hangrutsches ist die Strecke aber unpassierbar, die B 180 wurde auf die Ortsumfahrung Eisleben umgeleitet.
- Zur Bundesautobahn 38 (Kassel-Leipzig) sind es in südlicher Richtung ca. 5 km.
- Die nächsten Bahnhöfe befinden sich in Eisleben und Wolferode